# Rio do Pinhal Grande
O rio do Pinhal Grande, é um rio brasileiro do estado de São Paulo.
Nasce na localização geográfica latitude: 23º58'05" Sul e longitude: 47º42'52" Oeste, próximo a Pilar do Sul, segue para oeste cerca de 7 quilômetros desvia para o norte até encontrar o rio Turvo e formar o rio Itapetininga. Tem cerca de 35 quilômetros.